# مقدر

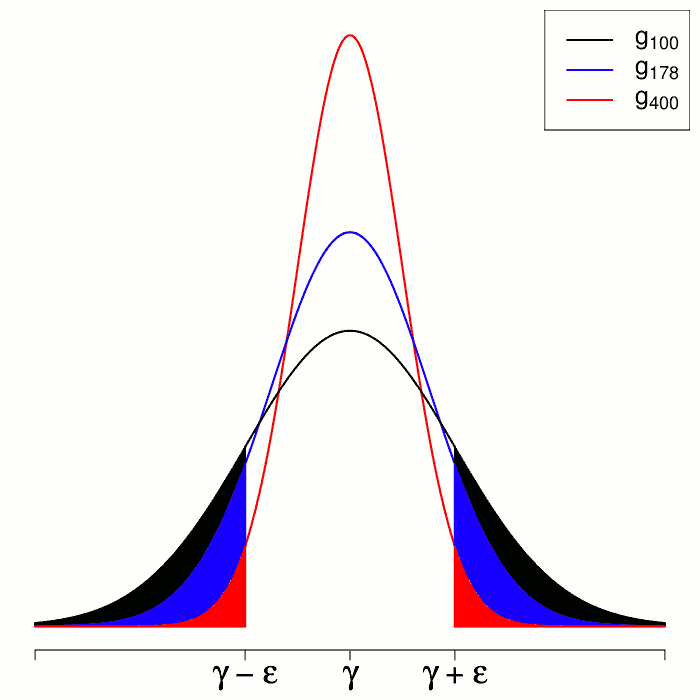
رسم الكثافة الاحتمالية لمقدر عند عدد عينات ، ونلاحظ أن دقة التقدير تزداد بازدياد حجم العينات

المقدّر في الإحصاء تابع (دالة) لقيم معروفة إحصائية من أجل الحصول على مؤشرات إحصائية غير معروفة، وينتج عن تطبيق هذا التابع المقدر على القيم الإحصائية تقديرات للمؤشرات الإحصائية غير المعروفة من أجل البيانات الإحصائية المدروسة.
طرق التقدير هي طرق يتم استخدمها في الإحصاء الرياضي لغرض تقدير المعالم (جمع معلمة (Parameter)) لمجتمع إحصائي. وهناك العديد من طرق أو أساليب التقدير الإحصائية مثل أسلوب العزوم والذي يعتمد على الدالة المولدة للعزوم وإسلوب الإمكان الأعظم والذي يعتمد على دالة الإمكان بالإضافة إلى أسلوب بييز والذي يعتمد على الدوال القبليه ودالة الإمكان.